# Manni, der Libero
Manni, der Libero ist eine 13-teilige Fernsehserie, die 1981 von dem Regisseur Franz Josef Gottlieb für das ZDF gedreht wurde und den Werdegang eines jugendlichen Fußballspielers beschreibt. Gedreht wurde unter anderem in Berlin-Lichterfelde. Die Folgen wurden von 5. Januar bis 30. März 1982 immer dienstags um 17:10 Uhr im ZDF erstausgestrahlt. Später liefen Wiederholungen im Deutschen Sportfernsehen (Herbst 2008) sowie auf ZDFneo (Sommer 2010, zeitlich passend zur Fußball-Weltmeisterschaft 2010).

## Handlung
Manfred Bessauer, genannt Manni, ist ein fußballbegeisterter Junge aus dem Ruhrgebiet, der von einer Profi-Karriere träumt. Er ist der Sohn des ehemaligen Nationalspielers Sten Bessauer, der inzwischen aus dem Profisport ausgestiegen ist und eine freie Tankstelle betreibt, mit der die Familie kaum über die Runde kommt. Mannis großer Traum ist es, eines Tages in der deutschen Jugend-Nationalmannschaft zu spielen. Der anfänglich nur Straßenfußball spielende Manni überredet seine Eltern, ihn in der ambitionierten Jugendmannschaft des (fiktiven) Vereins Blau-Gelb spielen zu lassen. Mit 16 Jahren steigt er dort zum Libero auf.
Mannis Freundin Bettina ist die Tochter des Vereinspräsidenten Hohmann und vertritt wie der die Ansicht, ein echter Sportler müsse Amateur sein. Aufgrund dieser Philosophie gerät die Familie in immer größere finanzielle Schwierigkeiten – zu seiner aktiven Zeit hat Sten Bessauer kaum Geld mit dem Fußballspielen verdient, aber zugunsten des Fußballs auch keine Berufsausbildung absolviert.
Als es mit Blau-Gelb nach dem Fortgang des Torwarts zur Jugendabteilung des FC Bayern München sportlich immer weiter bergab geht und zugleich seine Familie nach Pfändung der Tankstelle wegen zu hoher Außenstände vor dem finanziellen Aus steht, lässt sich Manni vom Verein Arminia Berlin anheuern und zieht mit seiner Familie nach West-Berlin um. Sein Vater wird ebenfalls vom Verein angestellt. Die Beziehung zu Bettina leidet unter der Distanz, und schließlich machen die zwei Schluss. Dennoch verbessert Manni in Berlin sein fußballerisches Können weiter. Durch den Sieg gegen seine alte Mannschaft Blau-Gelb wird Arminia Jugendmeister, und am Ende darf Manni tatsächlich in der Jugend-Nationalmannschaft spielen.

## Hintergrund

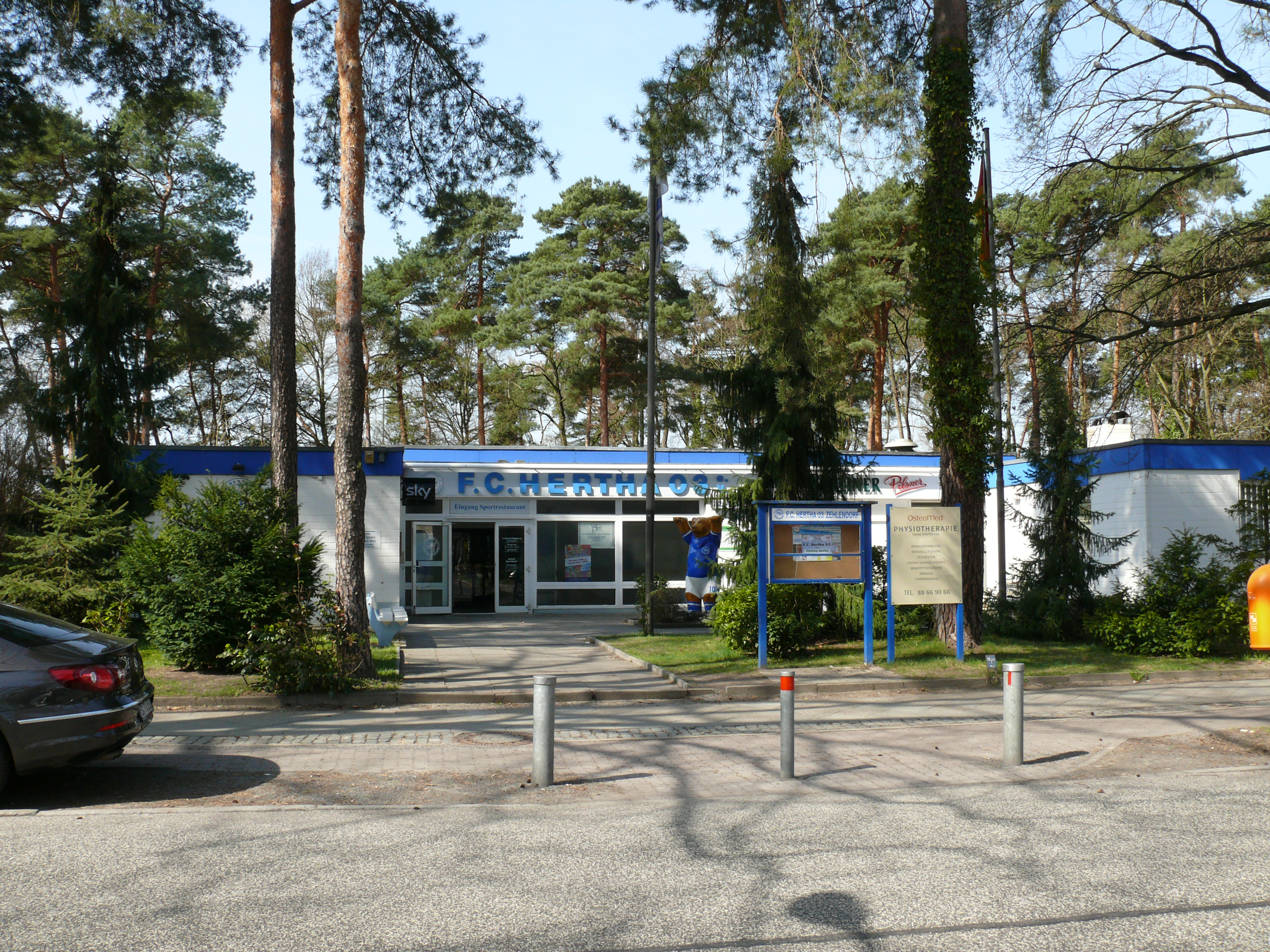
Bei Hertha 03 Zehlendorf wurden die Szenen von Arminia Berlin gedreht

In der Serie werden alle Aspekte der Laufbahn eines Fußballprofis dargestellt: das Einleben in die Mannschaft und den Verein, die sozialen Bereiche sowie die ganz alltäglichen Probleme und Stimmungen eines Jugendlichen (beispielsweise die Beziehung zu den Eltern und Freundschaften). Dabei wird auch gezeigt, welche Rolle Geld beim Fußball spielt und die daraus resultierende Spannung zwischen Amateur- und Profifußball. Das Vereinsleben und das Umfeld mit ihren Problemen und Siegen werden ebenso durchleuchtet.
Die Serie greift nur einzelne Aspekte des gleichnamigen Romans von Peter Conradi auf, der in Hamburg spielt. Die dargestellten Vereine wie Blau-Gelb oder Arminia Berlin sind fiktiv und nur lose an andere Vereine im Ruhrgebiet und in Berlin angelehnt.
Die Szenen in Berlin wurden beim Verein Hertha 03 Zehlendorf gedreht, teilweise mit den dortigen Spielern.

## Folgen
1. Einer von 2 Millionen
2. Die Abseitsfalle
3. Talentjäger
4. Mein Gott, kann Fußball grausam sein
5. Blaugelb baut ab
6. Das sinkende Schiff
7. Der Neue aus dem Pütt
8. Die Türken kommen
9. Ein Schreck auf den Schreck
10. Zweite Halbzeit mit Bettina
11. Aus für Walter
12. Der Vize-Trainer
13. Manni, der Nationalspieler